# Canzonissima '68
Canzonissima '68 è il quattordicesimo album della cantante italiana Mina, pubblicato nel dicembre 1968 dalla PDU.

## Descrizione
Comprende canzoni presentate durante la trasmissione televisiva Canzonissima 1968, compresa la sigla finale Vorrei che fosse amore e quella iniziale Zum zum zum, qui come sul singolo cantata dalla sola Mina.
L'album è registrato in stereofonia, compatibile con apparecchiature mono, e risulta l'undicesimo 33 giri più venduto del 1969.
È stato rimasterizzato su CD nel 2001 (EMI 5355062).

## I brani
Tutti i brani, a parte gli inediti, erano già stati precedentemente pubblicati su 45 giri.

### Inediti
- La voce del silenzio
Cover del brano presentato al Festival di Sanremo 1968 da Tony Del Monaco e Dionne Warwick, 14º classificato. Questa versione studio è stata pubblicata su singolo solo nel 1970 e compare nelle raccolte Stasera...Mina (solo su MC e Stereo8) del 1969 e Mina Sanremo (CD) del 1998. Mina aveva già eseguito il brano dal vivo in occasione del concerto alla Bussola in Versilia per festeggiare i 10 anni di carriera; registrazione poi inserita nell'album Mina alla Bussola dal vivo, pubblicato a maggio del 1968.
- Deborah
Altra cover tratta dal Festival di Sanremo 1968, canzone presentata alla manifestazione da Fausto Leali e Wilson Pickett, 4ª classificata. Da studio non è mai stata pubblicata su singolo e compare solo nella raccolta Stasera...Mina del 1969. La versione live in concerto è inserita nell'album Mina alla Bussola dal vivo.
- E sono ancora qui
Brano mai pubblicato su singolo e introvabile in altre raccolte. Ne esiste una versione, intitolata Noi ci lasciamo qui, con testo diverso adattato per l'ultima puntata di Canzonissima 1968 (6 gennaio 1969), cantata da Mina dal vivo in un medley (insieme a Io per lui) creato appositamente per la trasmissione. Questa fantasia è ascoltabile nella raccolta su CD Le Canzonissime Vol. 2 del 1996. Della versione originale esiste un filmato registrato durante prima puntata di Canzonissima 1968 (28 settembre 1968), reperibile sul DVD Gli anni Rai 1967-1968 Vol. 5, inserito in un cofanetto monografico di 10 volumi pubblicato da Rai Trade e GSU nel 2008. La canzone si può ascoltare in un altro breve frammento video della prima puntata di Teatro 10 (11 marzo 1972), reperibile in Gli anni Rai 1968-1972 Vol. 2.

## Tracce
Lato A
1. Zum zum zum – 2:41 (testo: Antonio Amurri – musica: Bruno Canfora; edizioni musicali Curci)
2. Io innamorata – 2:57 (testo: Giorgio Calabrese – musica: Augusto Martelli; edizioni musicali Astra)
3. Sacumdì sacumdà (Nem vem que não tem) – 2:33 (testo: Paolo Limiti – musica: Carlos Imperial; edizioni musicali Melodi)
4. Né come né perché – 4:17 (testo: Antonio Amurri – musica: Bruno Canfora; edizioni musicali Curci)
5. Un colpo al cuore – 3:16 (testo: Giancarlo Bigazzi – musica: Giancarlo Bigazzi, Mario Capuano; edizioni musicali Duomo)
6. La voce del silenzio – 3:23 (testo: Mogol, Paolo Limiti – musica: Elio Isola; edizioni musicali A.C.E. / Picchio Rosso)

Lato B
1. Vorrei che fosse amore – 2:26 (testo: Antonio Amurri – musica: Bruno Canfora; edizioni musicali Curci)
2. Quand'ero piccola – 2:52 (testo: Franco Migliacci – musica: Luis Enríquez Bacalov, Bruno Zambrini; edizioni musicali General)
3. Deborah – 2:58 (testo: Vito Pallavicini – musica: Paolo Conte; edizioni musicali Ri-Fi)
4. Fantasia (Fantasy) – 3:01 (testo: Giorgio Calabrese – musica: Geoff Stephens; edizioni musicali Southern)
5. Niente di niente (Break Your Promise) – 3:14 (testo: Giorgio Calabrese – musica: Thom Bell; edizioni musicali D.R.)
6. E sono ancora qui – 2:29 (testo: Antonio Amurri – musica: Bruno Canfora; edizioni musicali Curci)

Arrangiamenti, orchestra e direzione d'orchestra di Bruno Canfora per A1,A4,B1,B6; di Augusto Martelli per gli altri brani, eccetto Quand'ero piccola arrangiata da Luis Bacalov.